# Lijst van musea in Utrecht (provincie)
Dit is een lijst van musea in de provincie Utrecht. 

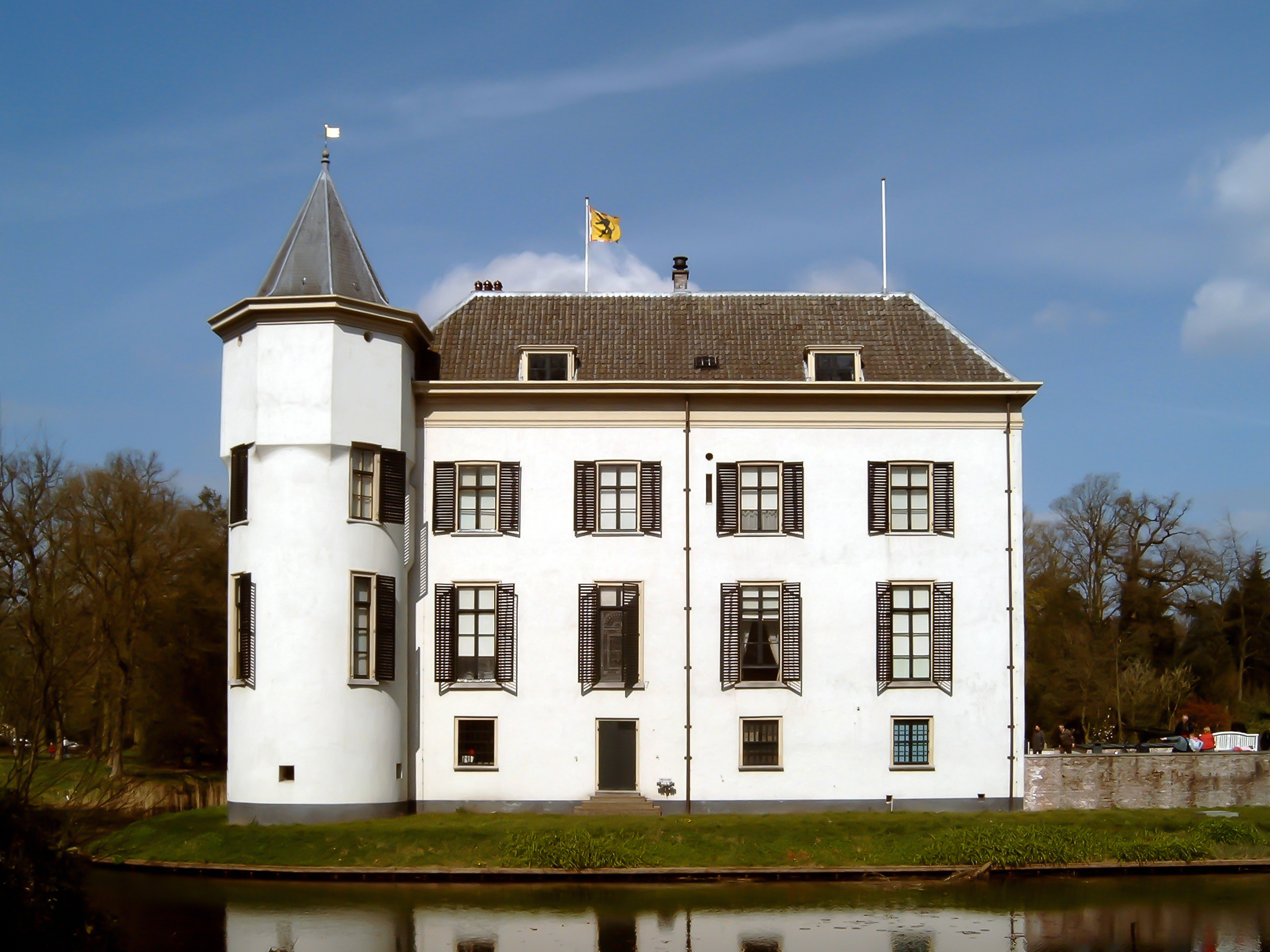
Huis Doorn

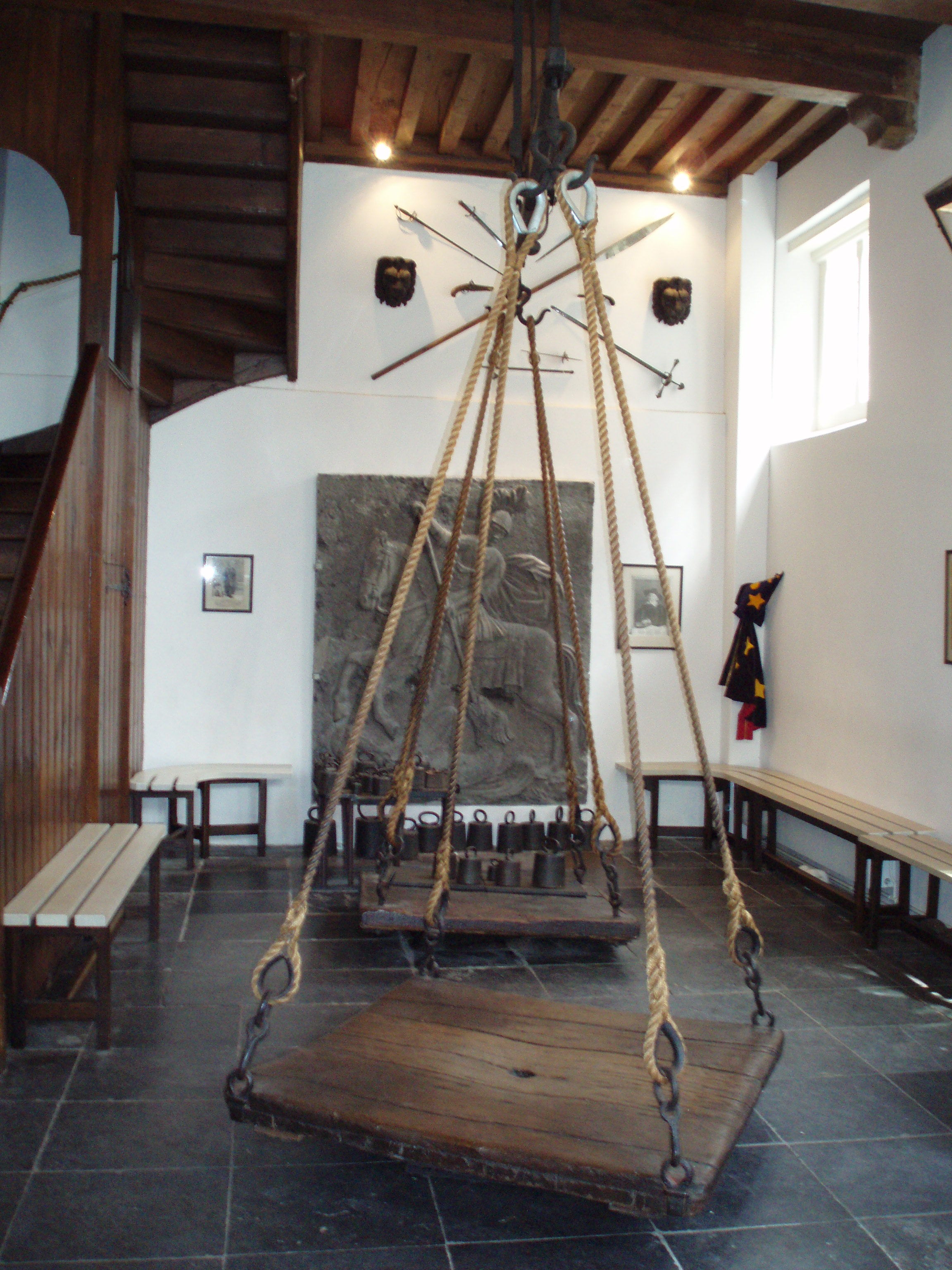
Heksenwaag Oudewater

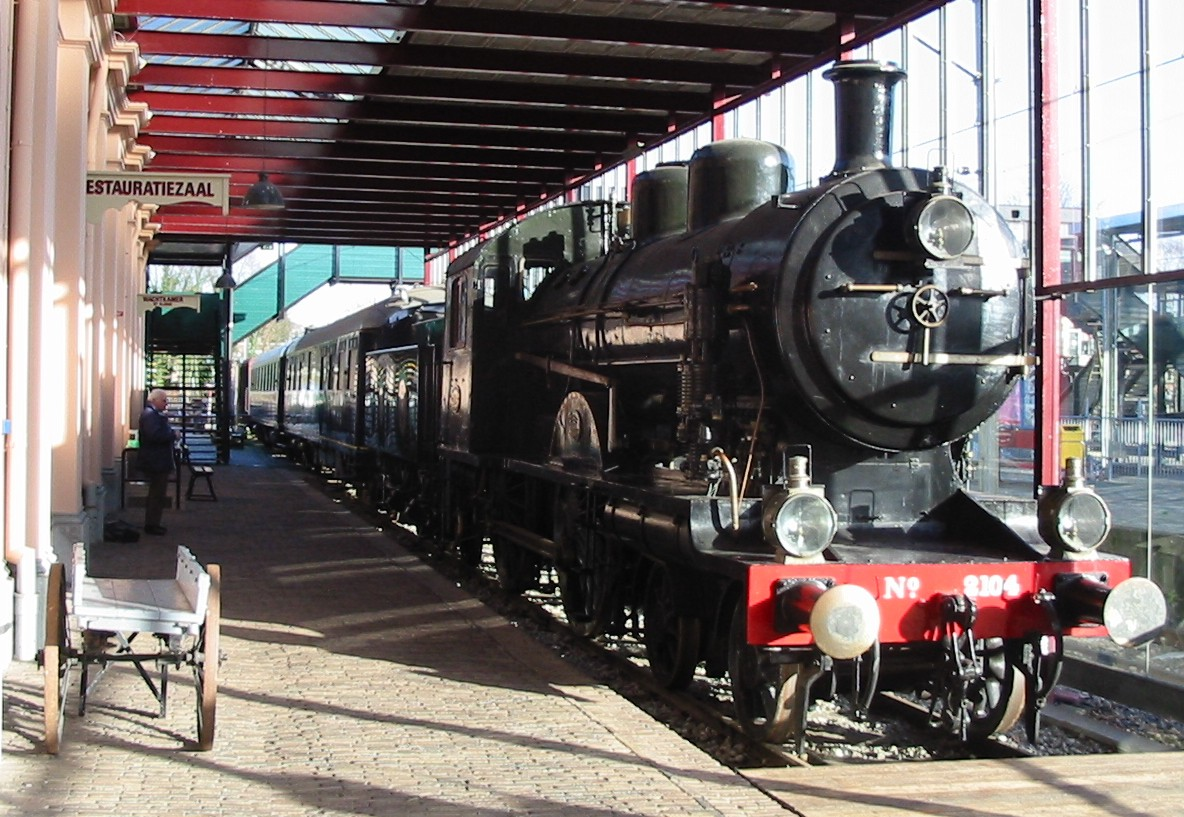
Spoorwegmuseum Utrecht

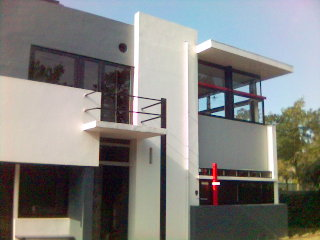
Rietveld Schröderhuis Utrecht

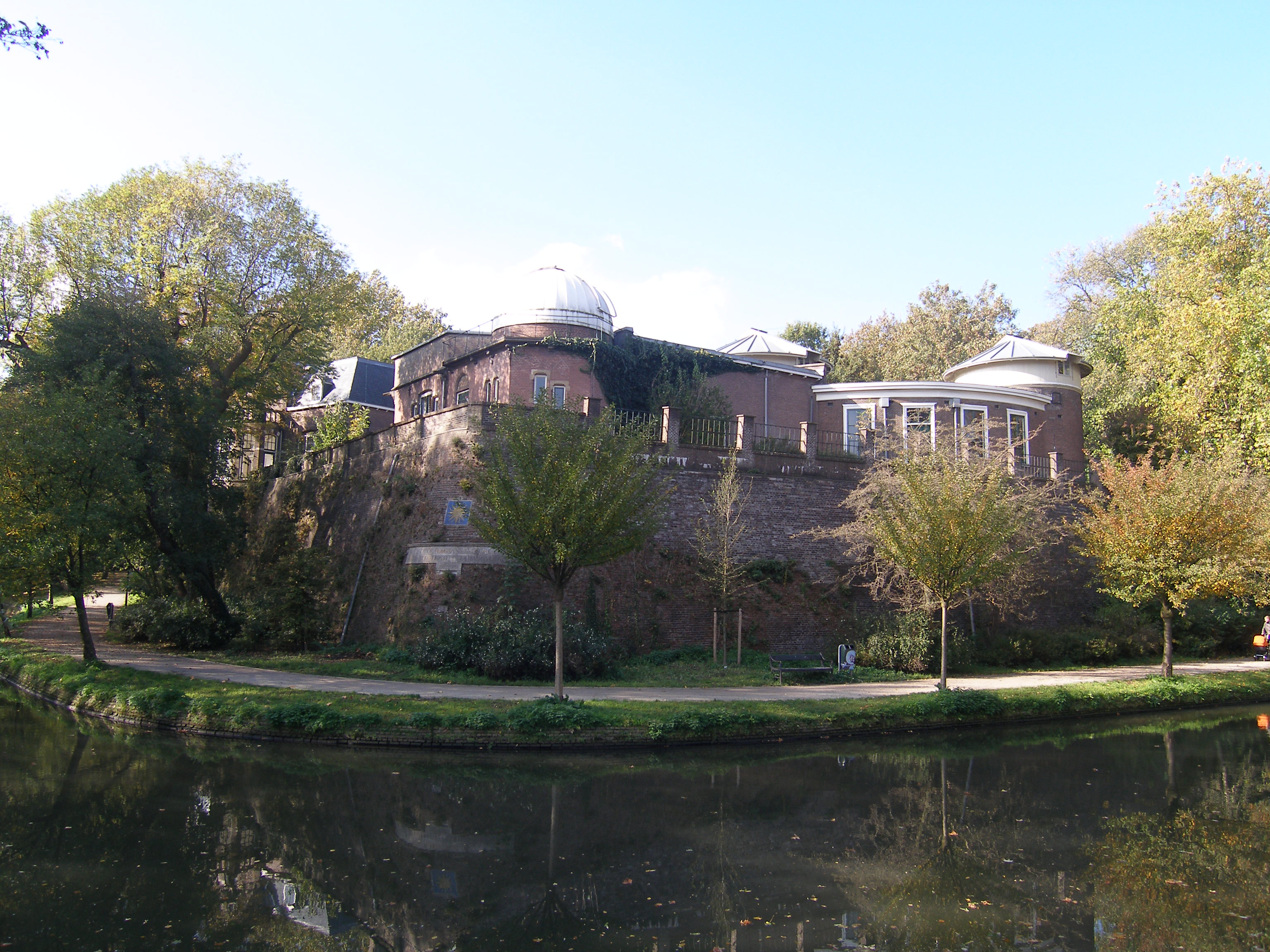
Sonnenborgh-museum & sterrenwacht Utrecht

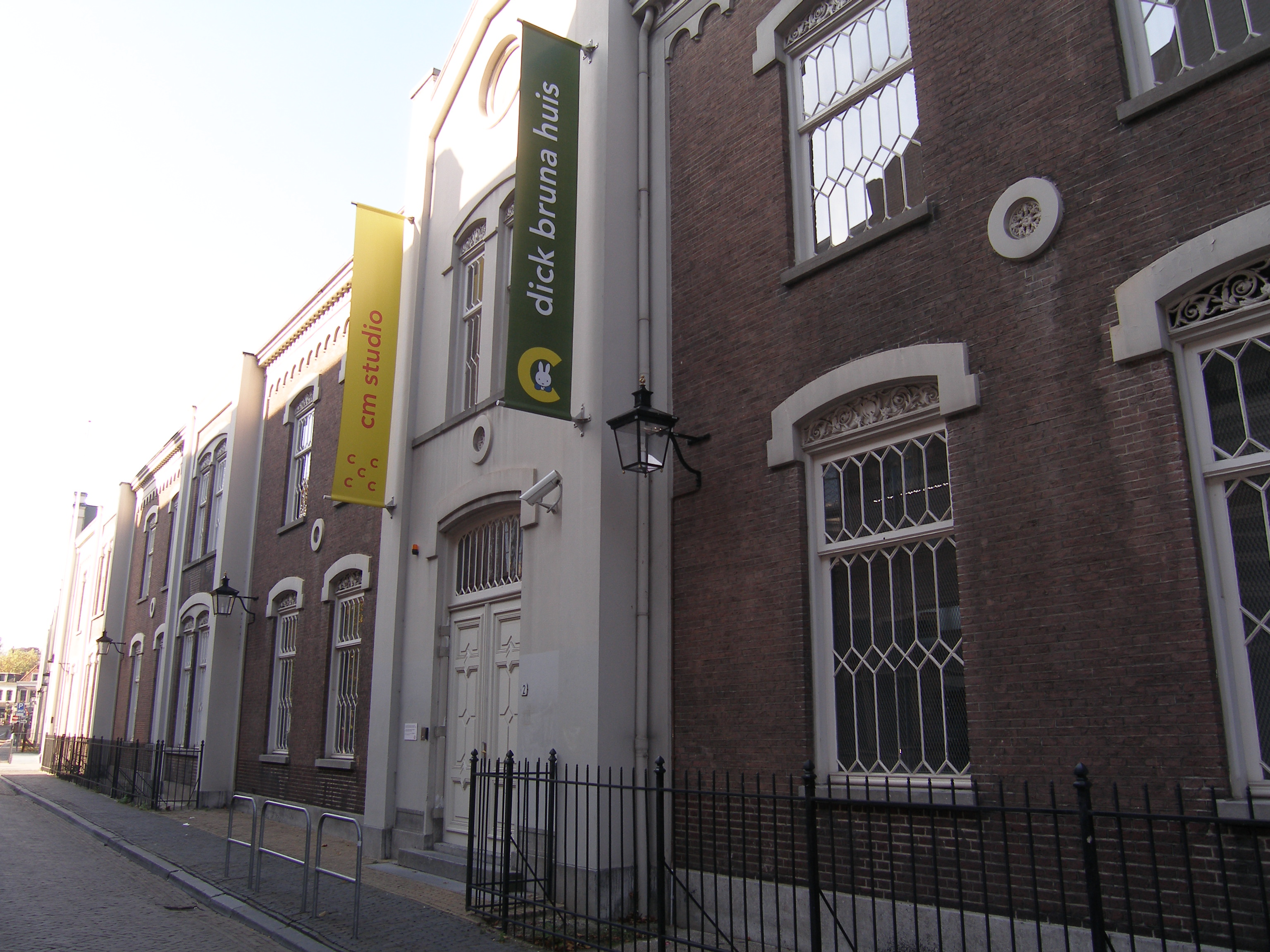
nijntje museum Utrecht

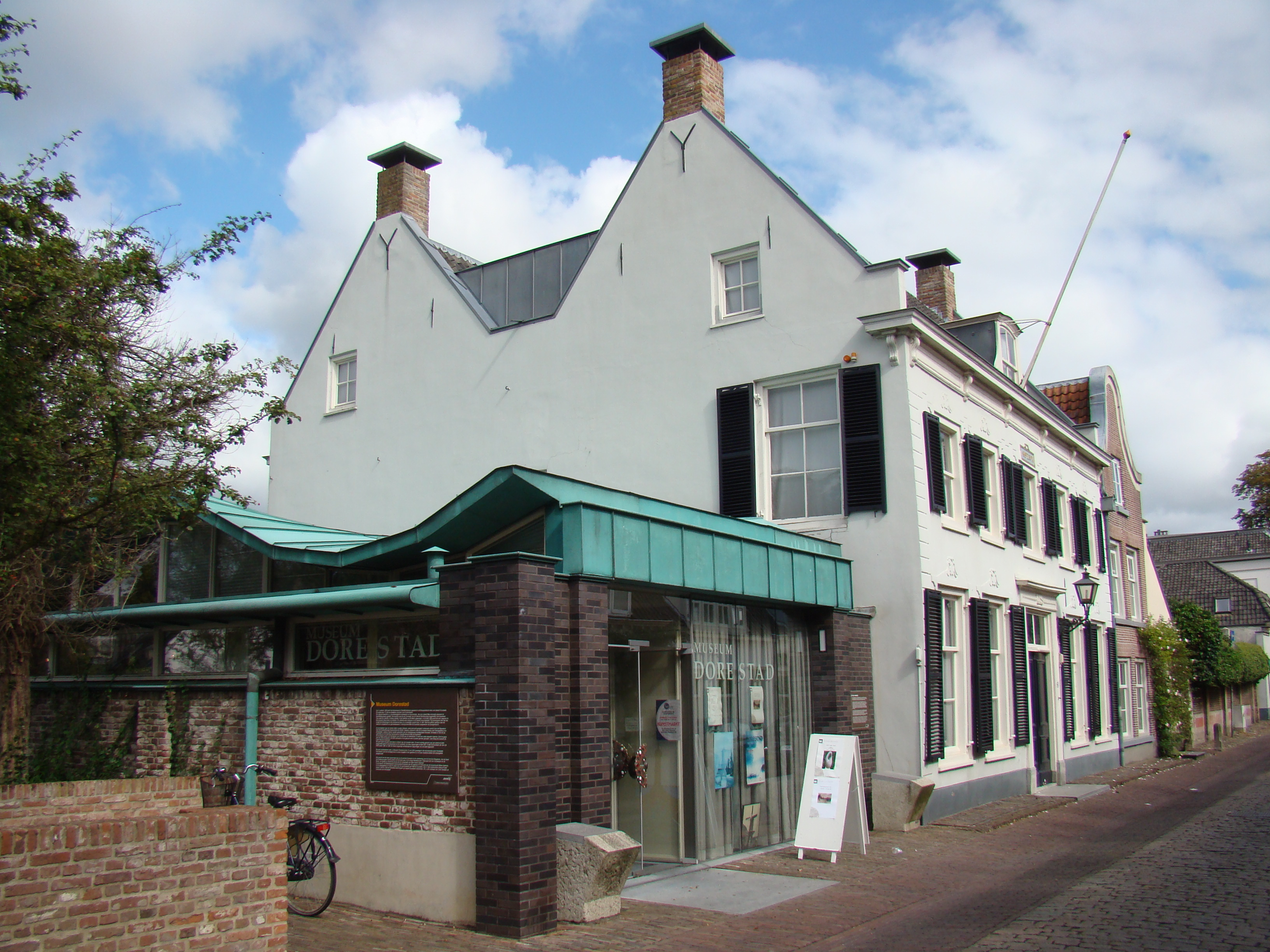
Wijk bij Duurstede, Museum Dorestad

## Musea

### Amerongen
- Kasteel Amerongen
- Tabaksteeltmuseum

### Amersfoort
- Armando Museum (opgericht 1998, in 2007 opgeheven)
- Cavaleriemuseum
- Culinair Museum (in 2010 opgeheven, collectie toegevoegd aan de Bijzondere Collecties van de Universiteit van Amsterdam)
- De Zonnehof
- Mondriaanhuis
- Museum Flehite
- Kunsthal KAdE
- Museum Jacobs van den Hof (opgeheven)
- Vindselmuseum In Natura (in 2011 opgeheven)

### Bunnik
- Museum Oud Amelisweerd (2014-2018)
- Pop-up Museum Oud Amelisweerd (2019-2019)
- Waterliniemuseum Fort bij Vechten

### Bunschoten
- Klederdracht- en Visserijmuseum
- Museum Spakenburg

### De Bilt
- Provinciaal JitsArt Museum, Beelden op Beerschoten

### Doorn
- Huis Doorn

### Driebergen-Rijsenburg
- Museum 't Schilderhuis

### Eemnes
- Oudheidkamer Eemnes

### IJsselstein
- Museum IJsselstein

### Leerdam
- Hofje van Mevrouw Van Aerden
- Nationaal Glasmuseum
- Nederlands Bridge Museum
- Statenbijbelmuseum

### Maarssen
- Nederlands Drogisterij Museum (1995-2013; gesloten)
- Vechtstreekmuseum

### Nieuwegein
- Historisch Museum Warsenhoek
- Oudheidskamer Vreeswijk
- Museumwerf Vreeswijk

### Oudewater
- Waag
- Touwmuseum 'De Baanschuur'

### Rhenen
- Gemeentemuseum Het Rondeel

### Soest
- Museum Soest

### Soesterberg
- Militaire Luchtvaart Museum (sinds 2014 onderdeel van het Nationaal Militair Museum, Soesterberg)
- Nationaal Militair Museum (NMM)
- Historische Collectie Bevoorradings- en Transporttroepen

### Utrecht
- AAMU, Museum voor hedendaagse Aboriginal kunst (2001-2017; gesloten)
- Centraal Museum
- nijntje museum, voorheen Dick Bruna huis
- Geldmuseum (2007-2013; opgeheven)
- Museum Maluku (1990-2012), voorheen Moluks Historisch Museum (opgeheven)
- Museum Catharijneconvent
- Museum van Zuilen
- Museum van het Kruideniersbedrijf Betje Boerhave
- Museum Speelklok
- Het Spoorwegmuseum, voorheen Nederlands Spoorwegmuseum
- Rietveld Schröderhuis
- Sonnenborgh
- Universiteitsmuseum Utrecht
- Nederlands Volksbuurtmuseum

### Veenendaal
- Het Kleine Veenloo
- Vingerhoedmuseum

### Vianen
- Stedelijk Museum Vianen

### Vinkeveen
- Museum De Ronde Venen

### Wijk bij Duurstede
- Museum Dorestad

### Woerden
- Stadsmuseum Woerden